# Hollis (Maine)
Hollis és una població dels Estats Units a l'estat de Maine (EUA). Segons el cens del 2000 tenia 4.114 habitants.

## Demografia
Segons el cens del 2000, Hollis tenia 4.114 habitants, 1.507 habitatges, i 1.139 famílies. La densitat de població era de 49,6 habitants/km².
Dels 1.507 habitatges en un 38,1% hi vivien nens de menys de 18 anys, en un 62,7% hi vivien parelles casades, en un 8,3% dones solteres, i en un 24,4% no eren unitats familiars. En el 16,3% dels habitatges hi vivien persones soles el 5,2% de les quals corresponia a persones de 65 anys o més que vivien soles. El nombre mitjà de persones vivint en cada habitatge era de 2,73 i el nombre mitjà de persones que vivien en cada família era de 3,06.
Per edats la població es repartia de la següent manera: un 26,8% tenia menys de 18 anys, un 7,8% entre 18 i 24, un 32,7% entre 25 i 44, un 25,1% de 45 a 60 i un 7,7% 65 anys o més.
L'edat mediana era de 37 anys. Per cada 100 dones de 18 o més anys hi havia 96,1 homes.
La renda mediana per habitatge era de 48.846 $ i la renda mediana per família de 53.621 $. Els homes tenien una renda mediana de 35.064 $ mentre que les dones 25.510 $. La renda per capita de la població era de 19.065 $. Entorn del 4,6% de les famílies i el 6,6% de la població estaven per davall del llindar de pobresa.